# 신의 선물 - 14일 OST Part 3
《신의 선물 - 14일 OST Part 3》는 SBS 수목드라마 신의 선물 - 14일의 사운드트랙 음반이며, 산들의 첫 사운드트랙 음반이기도 하다. B1A4의 메인보컬 산들이 부른 아파서가 수록되었다. '아파서'는 B1A4 첫 정규앨범 THE B1A4 I IGNITION에 수록된 노래 '짝사랑'에 이은 산들의 두 번째 솔로곡이다.

## 트랙리스트
| #  | 제목               | 작사   | 작곡   | 재생 시간 |
| -- | ------------------ | ------ | ------ | --------- |
| 1. | 〈아파서〉         | 강민선 | 박기헌 | 3:44      |
| 2. | 〈아파서 (Inst.)〉 |        | 박기헌 | 3:44      |